# ジェフ・F・キング
ジェフ・F・キング（Jeff F. King）は、カナダの映画監督、脚本家。

## 作品
- ホワイトカラー
- コンティニアム CPS特捜班
- シャッタード 多重人格捜査官
- スティーヴン・セガール 沈黙の鎮魂歌
- スティーヴ・オースティン ザ・ダメージ
- 雷神-RAIJIN-
- バミューダ・トライアングル
- コードネーム＞エタニティ
- トータル・リコール2070
- 騎馬警官
- エアポート1994
- ブラインドスポット タトゥーの女